# Succasunna-Kenvil
Succasunna-Kenvil fue un lugar designado por el censo ubicado en el condado de Morris en el estado estadounidense de Nueva Jersey. En el año 2000 tenía una población de 12,569 habitantes y una densidad poblacional de 714 personas por km². El CDP fue dividido en dos lugares designados por el censo en el Censo de 2010 en Succasunna y Kenvil.

## Geografía
Succasunna-Kenvil se encuentra ubicado en las coordenadas 40°51′41″N 74°38′48″O / 40.86139, -74.64667.

## Demografía
Según la Oficina del Censo en 2000 los ingresos medios por hogar en la localidad eran de $83,614 y los ingresos medios por familia eran $90,015. Los hombres tenían unos ingresos medios de $64,188 frente a los $37,841 para las mujeres. La renta per cápita para la localidad era de $31,923. Alrededor del 2.4% de la población estaba por debajo del umbral de pobreza.